# Квиннхерад
Квиннхерад (норв. Kvinnherad) — коммуна в губернии Хордаланн в Норвегии. Административный центр коммуны — город Росендал. Официальный язык коммуны — нюнорск. Население коммуны на 2007 год составляло 13 063 чел. Площадь коммуны Квиннхерад — 1127,87 км², код-идентификатор — 1224.

## История населения коммуны
Население коммуны за последние 60 лет.

Статистика коммуны Квиннхерад